# Arcata, Kalifornija
Arcata je grad u američkoj saveznoj državi Kalifornija. Prema popisu stanovništva iz 2010. u njemu je živjelo 17,231 stanovnika.